# Jonathan Zenneck
Jonathan Adolf Wilhelm Zenneck (15 avril 1871 à Ruppertshofen – 8 avril 1959) était physicien et ingénieur en électricité. Il participa aux recherches concernant les performances des circuits radio et contribua à la littérature scientifique et éducative des pionniers de la radio. Il améliora le tube à vide de Braun en lui adjoignant des bobines de déviation, évitant ainsi l'utilisation d'un miroir tournant et permettant la vision directe, sur l'écran, du signal étudié.

## Éducation
Jonathan A. Zenneck est né le 15 avril 1871 à Ruppertshofen, une petite ville du royaume de Wurtemberg. Après l'éducation habituelle à l'école primaire, il rentre en automne de 1885 au séminaire Évangélique-Théologique de Maulbronn puis, en 1887, au séminaire de Blaubeuren où il apprend le latin, le grec, le français et l'hébreu. En automne de 1889, il s'inscrit à l'université de Tübingen. Il y poursuit des études de mathématiques et de sciences naturelles. Son professeur de physique était Ferdinand Braun.
Pendant l'été 1894, Zenneck entreprend des recherches zoologiques au musée d'histoire naturelle de Londres. En automne 1894-1895, il effectue ses obligations militaires au premier bataillon naval de Kiel, dans lequel il servira plus tard comme officier de réserve.

## Débuts professionnels
De 1895 à 1905, il travaille à l'Institut de Physique de Strasbourg, d'abord comme assistant de Ferdinand Braun puis comme maître de conférence auxiliaire.
À la fin de 1899, Zenneck s'intéresse à la télégraphie sans fil, réalisant des expériences sous la direction de Braun. Ces expériences étaient principalement menées à partir de bateaux légers en mer du Nord. L'année suivante, il s'intéresse aux nombreuses questions fondamentales inexpliquées de télégraphie sans fil. Le résultat de ce travail est un livre, « Oscillations électromagnétiques et télégraphie sans fil », qui paraît en 1906 et qui restera, pendant de nombreuses années, un manuel de référence.
Au printemps 1905, il est nommé professeur auxiliaire au lycée technique de Danzig. L'année suivante il devient professeur de physique expérimentale à l'université de Brunswick (Technische Hochschule). En 1909, afin de participer à des expériences sur la fixation de l'azote dans atmosphère, Zenneck rejoint le personnel de BASF, un des plus grands groupes allemands de produits chimiques.
En automne de 1911, il redevient professeur de physique expérimentale, d'abord à Danzig, puis en 1913, à Munich (Département de Physique de l'université Munich).
Il dirigea cet institut de 1913 à 1936. Son travail expérimental était consacré à la transmission sans fil et à l'ionosphère. Il est considéré comme étant le père de la recherche ionosphérique allemande en dotant l'Allemagne du centre d'essai de Herzogstand. Il fut le premier à réaliser l'importance de cette jeune science pour la géophysique et l'astrophysique et organisa un grand réseau des stations ionosphériques en Europe centrale.

## Première Guerre mondiale
Au début de la Première Guerre mondiale, Zenneck servit sur le front en tant que capitaine d'infanterie de marine. En décembre de 1914, il est envoyé aux États-Unis en tant que conseiller technique pour l'Atlantic Communication Company (filiale de Telefunken). Cette compagnie avait construit à Sayville (New York) la station commerciale la plus puissante et la plus avancée de l'époque. Mise en service en 1912, elle échangeait un trafic quotidien avec sa station sœur de Nauen (Allemagne). Cette station devint, au déclenchement de la Première Guerre mondiale, un lien vital pour l'Allemagne (Telefunken à Sayville).
En avril 1917, après l'entrée en guerre des États-Unis, il est interné à l'île d'Ellis, puis dans le fort Oglethorpe en Géorgie. Il retourne en Allemagne en juillet de 1919 pour reprendre son poste de professeur de physique expérimentale à Munich.

## L'entre-deux-guerres
Zenneck reçut l'IRE Medal of Honor en 1928, « pour sa contribution aux recherches originales sur la performance des circuits de radio et ses contributions scientifiques et éducatives à la littérature innovatrice de l'art de la radio. »

## Publications
- Les oscillations électromagnétiques et la télégraphie sans fil. Tome I. Les Oscillations industrielles. Les oscillateurs fermés à haute fréquence, Gauthier-Villars (Paris), 1908, Texte disponible en ligne sur LillOnum
- Les oscillations électromagnétiques et la télégraphie sans fil. Tome II. Les Oscillateurs ouverts et les systèmes couplés. Les ondes électromagnétiques et la télégraphie sans fil, Gauthier-Villars (Paris), 1908, Texte disponible en ligne sur LillOnum